# Intracytoplazmická spermiová injekce

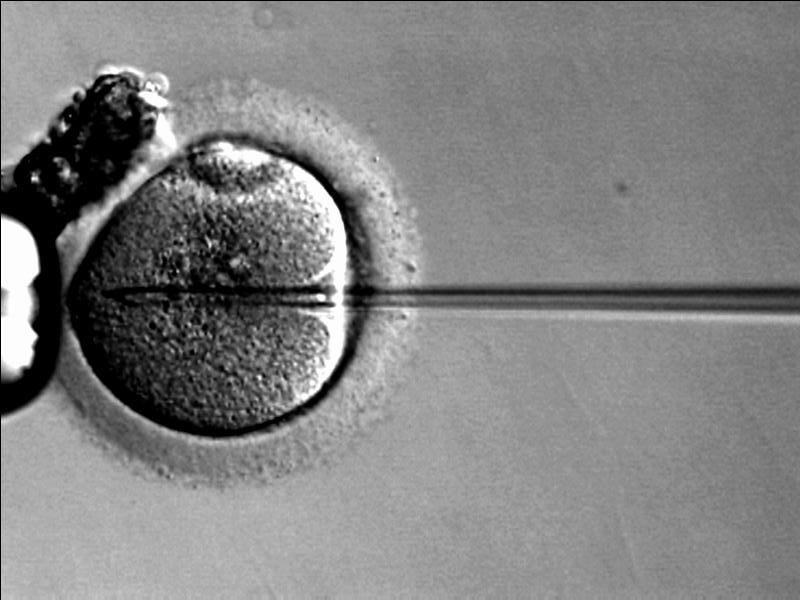
mikroskopická fotografie oplodnění vajíčka injekcí

Intracytoplazmatická spermiová injekce (ICSI) je lékařskou metodou asistované reprodukce, při kterém je do každé cytoplazmy vajíčka aktivně přenesena jedna spermie. Jedná se o nejpoužívanější mikromanipulační techniku, používanou za účelem přípravy pohlavní buňky pro vznik embryí, která mohou být přenesena do dělohy matky. Při této metodě se vynechává akrozomální reakce.
Oproti klasickému mimoděložnímu oplodnění (odborně in vitro fertilizace, IVF) potřebuje ICSI pouze jednu spermii na oocyt, zatímco IVF vyžaduje zhruba 75 000 spermií na vajíčko.

## Indikace
ICSI výrazně zvyšuje úspěšnost početí, a proto je použitelná a také doporučovaná při všech cyklech mimotělního oplození.
Postup se nejčastěji používá při sníženém počtu spermií nebo jejich nedostatečné pohyblivosti, stejně tak v případě imunologického faktoru neplodnosti, zhoršené kvalitě a nízkém počtu získaných oocytů.
Proces ICSI se využívá také v případě azospermie, kdy se v ejakulátu nenachází žádné spermie, ale vyskytují se ve varlatech.

## Historie
Techniku intracytoplazmatické spermiové injekce vyvinul Gianpiero D. Palermo na Vrije Universiteit Brussel, v Centru pro reprodukční medicínu vedenou Paulem Devroyem a Andre Van Steirteghemem.
Procedura byla poprvé provedena roku 1987, avšak pouze do pronukleární fáze, tedy do fáze zavedení oplozeného vajíčka do dělohy.  První aktivované embryo skrze ICSI bylo v roce 1990, ale až roku 1992 se narodilo první dítě zplozené z intracytoplazmatické spermiové injekce.

## Faktory úspěchu
Metoda ICSI nezvyšuje riziko výskytu vývojových vad u plodů a z hlediska vývoje embryí je bezpečná. Úroveň fragmentace DNA, kvalita spermatu a pokročilý věk matky patří mezi faktory, které mohou ovlivnit úspěch těhotenství z ICSI a porod. Užitečná může být ICSI po obrácené vasektomii.
Není prokázáno, že by intracytoplazmatická spermiová injekce zvyšovala míru úspěšného porodu nebo snižovala riziko potratu oproti např. spermiím s velkým mikroskopickým zvětšením k důkladnému morfologickému výběru spermie pro injekci (IMSI).

## Pozorování plodu
Mimo pravidelnou prenatální péči je vhodné podstoupit screening prenatální aneuploidie v závislosti na věku matky, skenování nuchální průsvitnosti k detekci chromozomálních abnormalit a měření biomarkerů. Biomarkery ale mohou být při těhotenství ICSI pozměněné, což způsobuje vyšší míru falešně pozitivních výsledků.

## Oplodnění ICSI v Česku
V České republice funguje několik reprodukčních klinik, které se specializují na intracytoplazmatickou spermiovou injekci (ICSI).